# French Open 1955 (Badminton)
Die French Open 1955 im Badminton fanden vom 15. bis zum 17. April 1955 in Paris statt. Es war die 27. Auflage des Championats.

## Finalresultate
| Disziplin    | Sieger                         | Finalist                         | Ergebnis    |
| ------------ | ------------------------------ | -------------------------------- | ----------- |
| Herreneinzel | Sidney McLean                  | Maurice Mathieu                  | 15-4, 15-6  |
| Dameneinzel  | Annie Durst                    | Annie Groene                     | 11-0, 11-4  |
| Herrendoppel | Pierre Lenoir Ghislain Vasseur | Maurice Mathieu Michel Le Renard | 15-8, 15-12 |
| Damendoppel  | Yvonne Girard Mireille Laurent | Cady Annie Durst                 | 15-11, 15-6 |
| Mixed        | Sidney McLean Lilian Laing     | Roger Dubois Annie Durst         | 15-9, 15-7  |